# أنطونيو تارفير
أنطونيو تارفير (بالإنجليزية: Antonio Tarver) مواليد 21 نوفمبر 1968 في أورلاندو، الولايات المتحدة، هو ملاكم أمريكي يصنف ضمن فئة الوزن الثقيل. حقق بطولة رابطة الملاكمة العالمية وبطولة المجلس العالمي للملاكمة وبطولة الاتحاد الدولي للملاكمة. شارك في دورة الألعاب الأولمبية الصيفية.

## إحصائيات
خاض خلال مسيرته 39 نزالا، فاز في 31 وتعادل في 1 وخسر في 6. فاز بالضربة القاضية في 22 نزالا.

## الميداليات
| الميدالية | المسابقة                    |
| --------- | --------------------------- |
| ذهبية     | دورة الألعاب الأمريكية 1995 |

## وصلات خارجية
- أنطونيو تارفير على موقع IMDb (الإنجليزية)
- أنطونيو تارفير على موقع الموسوعة البريطانية (الإنجليزية)
- أنطونيو تارفير على موقع قاعدة بيانات الفيلم (الإنجليزية)
- أنطونيو تارفير على موقع بوكس ريك (الإنجليزية) (registration required)
- أنطونيو تارفير على موقع اللجنة الأولمبية الدولية (الإنجليزية)
- أنطونيو تارفير على موقع أوليمبيديا (الإنجليزية)

- الموقع الرسمي